# ブレイズ・バーンスタイン殺害事件
2018年1月10日、ペンシルベニア大学2年生で19歳のブレイズ・バーンスタイン（Blaze Bernstein）が行方不明となってから8日後にカリフォルニア州オレンジ郡の公園で遺体で発見された。当時の彼はカリフォルニア州レイクフォレストの家族のもとを訪れていた。彼は19回にわたって刺されていた。それから2日後、バーンスタインの高校時代の同級生でネオナチ系テロリスト集団「アトムヴァッフェン・ディビジョン」の一員であるサミュエル・ウッドワード（Samuel Woodward）が逮捕され、バーンスタイン殺害容疑で起訴された。バーンスタインはオープンな同性愛者かつユダヤ人であったため、当局は彼をヘイトクライムの被害者に認定した。2017年から2018年初頭までの8ヶ月間に5人の死亡者にアトムヴァッフェン・ディビジョンが関与していた。

## ブレイズ・バーンスタイン
バーンスタイは1998年4月27日にカリフォルニア州オレンジ郡でレジャー・キャピタル・マネジメントの株式パートナーであるギデオン・バーンスタイン（Gideon Bernstein）と弁護士のジェーン・ペッパー（Jeanne Pepper）のあいだに生まれた。母は2000年に弁護士を引退し、3子を育てた。彼はオレンジ・カウンティ・スクール・オブ・ザ・アーツで高校を卒業した後、ペンシルベニア大学に学部生として入学した。

## 法的措置
裁判長は当初、ウッドワードを殺人と凶器の私的使用で起訴した。2018年8月、バーンスタインの性的指向を理由にヘイトクライムを犯したという2つの罪状が追加された。DNAの証拠によって殺人と結びつけられているウッドワードは無罪を主張した。2019年1月に予備審問が行われた。
ウッドワードの弁護士は彼がアスペルガー症候群であり、自身の性的アイデンティティに関する問題を抱えていると主張した。
犯行当時20歳だったウッドワードは有罪が確定した場合、仮釈放無しの終身刑に直面する。ヘイトクライムが追加される以前の彼は殺人罪と武器罪で最高26年の懲役の予定であった。ウッドワードの保釈金は当初500万ドルに設定されていたが、2018年11月の審理で裁判官は彼の保釈を全面的に却下し、裁判を待つ間の彼を拘束することを決定した。
コロナ危機のため、ウッドワードは2018年の最後の出廷以降は拘束されたままである。彼の裁判は暫定的に2021年内開始が予定されていたが、度重なる延期の末に2022年7月15日に決定した.。
2022年7月15日、オレンジ郡の裁判官はウッドワードの弁護士が彼の裁判を受ける能力について懸念があると主張したために刑事手続きを一時的に中断した。2022年10月下旬、精神衛生専門家がウッドワードに能力があると判断し、2023年1月に予備審問が予定された。